# Civo
Civo är en ort och kommun i provinsen Sondrio i regionen Lombardiet i Italien. Kommunen hade 1 109 invånare (2018).